# Oh Yeah
«Oh Yeah» es una canción del dúo suizo Yello de su álbum de 1985: Stella. La canción incluye una mezcla de vocales manipuladas y música electrónica. La canción obtuvo enorme notoriedad tras aparecer en la banda sonora de la película Ferris Bueller's Day Off y El secreto de mi éxito, entre otras películas. Es frecuentemente utilizada en la cultura popular.

## Producción

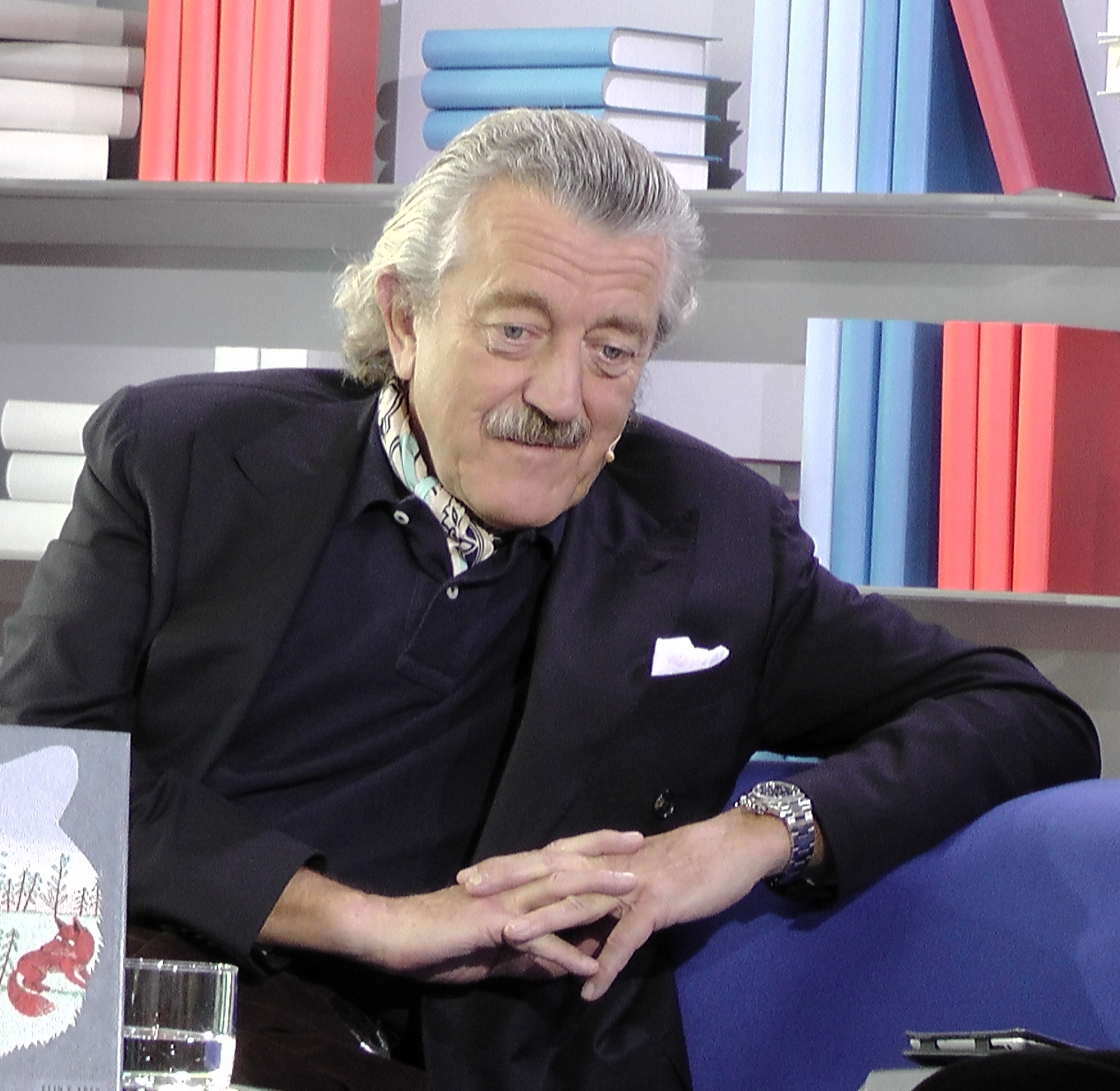

Describiendo la composición de "Oh Yeah", Blank dijo "Primero hice la música y luego invité a Dieter a cantar juntos, él vino con algunas líneas a lo cual yo pensé 'no Dieter, es muy complicado, no necesitamos tantas letras'. Tenía la idea de este sujeto, un pequeño y gordo monstruo se sienta muy relajado y dice "Oh yeah, oh yeah". Asi que le dije 'Por que no intentas cantar y cantar 'Oh Yeah'?... Dieter estaba muy enojado cuando le dije esto y me dijo, 'estas loco, todo el tiempo "Oh yeah"? Estas loco?! No puedo hacer esto, no  no, por favor, por favor.' Y luego el dijo, algunas letras, como "the moon... beautiful", es esto demasiado?!' y yo dije, 'no, esta bien', y luego hicimos este 'oh yeah' y al final él pensó 'si, es bueno', a él también le encantó. Y yo también quería instalar muchos ruidos humanos, todo tipo de ritmos fonéticos con mi boca; escucharás muchos ruidos en el fondo los cuales se hacen con mi boca."